# 岩野貞雄
岩野 貞雄（いわの さだお、1932年1月3日 - 1998年9月13日）は、日本のワイン醸造家・ワイン研究家。

## 略歴
東京市出身。東京農業大学農学部農芸化学科卒業。東京大学大学院応用微生物研究所で学び、1955年にイタリアのトリノ大学に留学し、ブドウ栽培とワイン醸造学を学ぶ。
帰国後、大黒葡萄酒、名城大学を経て、1964年に北海道池田町のブドウ・ブドウ酒研究所の初代所長に就任し、十勝ワインを開発。
その後、北海道富良野市、新潟県大和町、神戸市で地場のワイン作りに携わる。中国の新疆ウイグル自治区でのブドウ栽培を指導したこともある。

## 著書
- 『ワインの通になる本』1974年9月 徳間書店
- 『岩野貞雄のワイン逍遥 フランス編』1998年11月 実業之日本社 ISBN 4-408-10309-8